# Parasolymus sjostedti
Parasolymus sjostedti là một loài bọ cánh cứng trong họ Cerambycidae.